# Vanderlei Bagnato
Vanderlei Salvador Bagnato (São Carlos, 28 de setembro de 1958) é um físico, pesquisador e professor universitário brasileiro. 
Comendador e Grande Oficial da Ordem Nacional do Mérito Científico, membro da Academia Brasileira de Ciências, Vanderlei é professor titular da Universidade de São Paulo, atuando principalmente nas áreas de Física Atômica e Biofotônica (aplicações da óptica nas ciências da saúde). É o pesquisador mais premiado do Brasil.

## Biografia
Vanderlei nasceu em São Carlos, no interior de São Paulo, em 1958. É filho de Walter e Antonia Italiano Bagnato. Ainda na adolescência demonstrou interesse em ciência, tendo participado de encontros de Jovens cientistas patrocinados pelo Funbec/Ibec e pela Unesco. Em 1977, determinado a ser cientista, ingressou em dois cursos, em física, na Universidade de São Paulo (USP), e em engenharia de materiais, pela Universidade Federal de São Carlos (UFSCar). Estudando em paralelo, Vanderlei terminou o primeiro e já ingressou no mestrado pelo Instituto de Física, da USP, onde trabalhou com propriedades ópticas de cristais inorgânicos.
Em 1983, já professor da USP de São Carlos, ingressou no doutorado do Instituto de Tecnologia de Massachusetts (MIT), sob orientação de David E. Pritchard em um tema que seria de relevância para a física: resfriamento e aprisionamento de átomos. Ao defender a tese, em 1987, ela foi a primeira a ser publicada com este tema. No mesmo núcleo de pesquisa em que trabalhou estavam Eric Allin Cornell, Wolfgang Ketterle, ganhadores do Prêmio Nobel de Física de 2001, e William Daniel Phillips, Prêmio Nobel de Física de 1997.

## Carreira
De volta ao Brasil no final de 1988, Vanderlei começou seu laboratório, onde conduziu pesquisas na área de átomos frios e Condensação de Bose Einstein. Bagnato liderou uma equipe que realizou experimentos pioneiros no Brasil para criar o primeiro Condensado de Bose-Einstein com átomos de lítio ultrafrio. Na área de biofotônica, desenvolveu técnicas para tratamento de câncer e controle microbiológico utilizando ação fotodiâmica. Pioneiro na técnica no Brasil, desenvolveu diversos estudos fundamentais envolvendo culturas de células e animais que mostraram a eficácia da técnica para tratamento de câncer. Fez parte da equipe que construiu o primeiro relógio atômico da América Latina, inaugurado pelo Ministro da Ciência e Tecnologia, feito que lhe rendeu o prêmio Nacional de Metrologia a seu laboratório.
Em 1998 começou uma segunda linha de pesquisa, sobre aplicações de laser na medicina e na odontologia. Sob sua coordenação, a técnica de terapia fotodinâmica recebe avanços, sendo implantada em clínicas e hospitais para tratamento de câncer. Seus estudos e aplicações de lasers ultracurtos foram fundamentais para diversas áreas, como metrologia, espectroscopia e processamento de materiais. Atualmente seu laboratório pesquisa técnicas modernas de diagnóstico óptico de doenças variadas.
Publicou cerca de 1000 artigos em periódicos especializado. Possui 40 capítulos de livros e 8 livros publicados, além de ter organizado 8 obras. Orientou mais de 140 teses de mestrado e doutorado nas áreas de Física, Odontologia e Medicina, bem como a supervisão de mais de 80 pesquisadores em nível de pós-doutorado. Foi coordenador de diversas ações voltadas para a divulgação e educação científica. Participou ativamente na formação de jovens pesquisadores e promoveu a popularização da ciência no Brasil, ajudando a inspirar novas gerações de cientistas. Lançou o primeiro MOOC (Massive Open Online Course ) de física de todo Brasil, tendo, atualmente, centenas de milhares de seguidores de seus cursos na internet. Desenvolveu mais de 50 produtos e iniciou um parque empresarial, em São Carlos, com mais de 40 empresas.
É membro das principais academias de ciências do mundo e do Brasil. Além da Academia Brasileira de Ciências, é membro da Academia Nacional de Ciências dos Estados Unidos, da TWAS e da Pontifícia Academia das Ciências. É pesquisador emérito do CNPq e associado de  diversas associações de física, de engenharia, odontologia. 
Foi diretor do Instituto de Física de São Carlos de 2018 a 2022. 

## Prêmios
Em 2007, foi condecorado pela Presidência da República com a comenda da Ordem Nacional do Mérito Científico, recebendo a Grã-Cruz em 2018. Em 2019, foi agraciado com o Prêmio Almirante Álvaro Alberto, considerado o principal prêmio de ciência e tecnologia do Brasil. Em 2021, recebeu o Prêmio CBMM de Ciência e Tecnologia, na categoria “Ciência”.
Em maio de 2021, Vanderlei foi escolhido como um dos campeões da iniciativa ‘Trust Science’, da Organização das Nações Unidas para a Educação, a Ciência e a Cultura (Unesco), direcionada a pesquisadores que atuam em áreas relacionadas à ciência da luz. Foi o único brasileiro entre os cientistas premiados.
Outros Prêmios: 
- 2025 - Membro da Academia Nacional de Engenharia dos Estados Unidos, National Academy of Engineering (NAE/USA).[12]
- 2025 - Moção de Congratulação nº 0043, pela eleição como membro pleno da Academia Nacional de Engenharia dos EUA (NAE/USA), Câmara Municipal de São Carlos, São Carlos, SP..
- 2024 - The Willis E. Lamb Award for Laser Science and Quantum Optics, Physics of Quantum Electronics - PQE.[13]
- 2024 - Homenagem ao Profº Dr. Vanderlei Bagnato, com o título de Distinguished Researcher, Governador do Texas.[14]
- 2024 - Prêmio Ciência e Tecnologia de São Carlos 2024 - Prêmio Dietrich Schiel - Categoria Cientista Emérito de 2024, Prefeitura de São Carlos - Secretaria de Desenvolvimento Sustentável, Ciência e Tecnologia.[15]
- 2024 - Distinguished Recognition Award - WFLD 2024, World Federation for Laser Dentistry.
- 2024 - Membro efetivo da Academia de Ciências, Engenharia e Medicina do Texas, (TAMEST), Austin.[16]
- 2023 - Robert Earl Hopkins Leadership Award, OSA - Advancing Optics and Photonics Worldwide. [17]
- 2023 - Prêmio: CONFAP de Ciência, Tecnologia & Inovação - Professora Johanna Dobereiner - 2º lugar (Pesquisador Inovador), Conselho Nacional das Fundações Estaduais de Amparo à Pesquisa (CONFAP).[18]
- 2023 - PDT Research Excellence Award, 18th World Congress, International Photodynamic Association (IPA).
- 2023 - Moção de Congratulação nº 0348 ao Centro de Pesquisa em Óptica e Fotônica (CEPOF), Câmara Municipal de São Carlos, São Carlos, SP.[19]
- 2021 - Prêmio CBMM de Ciência e Tecnologia, Companhia Brasileira de Metalurgia e Mineração (CBMM).[20]
- 2021 - Homenagem como Campeão da Ciência do Dia da Luz, Trust Science - Organização das Nações Unidas para a Educação, a Ciência e a Cultura (Unesco).[21]
- 2020 - Prêmio: Theodor Maiman - Medalha de Mérito Científico, ABLOS (Associação para Aplicações de Laser na Odontologia e na Saúde).[22][23]
- 2020 - Prêmio Ciência - 2020 Categoria Clubes de Ciências, Prefeitura Municipal de São Carlos.
- 2019 - Prêmio: Almirante Álvaro Alberto para a Ciência e Tecnologia, CNPq - Fundação Conrado Wessel - Marinha do Brasil.[24]
- 2019 - Prêmio: Hagler Fellow, Universidade do Texas.
- 2019 - Prêmio: Distinguished lecturer - TAMU, College Station - USA.
- 2019 - Prêmio: Farol, Marinha Brasileira.[25]
- 2018 - Prêmio: Pesquisador Emérito do CNPq, CNPq.
- 2018 - Prêmio Gran Cruz - Presidência da Republica do Brasil, Ministério da ciência, tecnologia, inovações e comunicações.
- 2018 - Classe Grã-Cruz da Ordem Nacional de Mérito Científico.[26]
- 2018 - Prêmio "Ciência-Tecnologia de São Carlos" 2018 - Modalidade Clube de Ciências, Prefeitura Municipal de São Carlos.
- 2017 - Moção de Congratulação nº 0188 aos organizadores da Marcha pela Ciência, Câmara Municipal de São Carlos, São Carlos, SP.
- 2017 - Prêmio: ABLOS, Associação Brasileira de Laser em odontologia e saúde.
- 2017 - Prêmio: Academia de Ciências da América Latina, Caracas.
- 2016 - Prêmio: Jovem cientista SACC, Sociedade de Medicina e Cirurgia de Campinas.
- 2016 - Prêmio: Fellow da Optical Society of America - OSA, Fellow honorário da Optical Society of America, San Jose, EUA, 08/06/2016.
- 2016 - Prêmio: Mercosul de Ciência e Tecnologia 2015, Projeto.[27]
- 2016 - Homenagem ao Profº Dr Vanderlei Bagnato como melhor professor da Escola de Engenharia Aeronáutica, Escola de Engenharia de São Carlos - SAAERO.
- 2016 - Prêmio: United States - Department of comerce, National Institute of standards and technology.
- 2016 - 3º prêmio ABIMED de inovação transformacional, melhoria dos padrões de cuidados médicos, IFSC - USP.
- 2015 - Prêmio: IADR Honorary Member, IADR General Session Boston.
- 2015 - Prêmio: 2º Lugar na categoria PAINEL-PESQUISA com o trabalho Phototherapy with leds arrays toimprove muscle performance, 33º CIOSP - Congresso Internacional de Odontologia de São Paulo.
- 2015 - Prêmio: 1º lugar na categoria Painel-Pesquisa com o trabalho, 33º CIOSP - Congresso Internacional de Odontologia de São Paulo.
- 2015 - Prêmio: 1º lugar na categoria PAINEL-CLÍNICO com o trabalho The effects of low-level laser therapy (LLT) on bell's palsy, 33º CIOSP - Congresso Internacional de Odontologia de São Paulo.
- 2015 - Prêmio: Troféu Imprensa Osmar Faccin, Associação de bocha feminino de São Carlos.
- 2015 - Prêmio: Mercosul de Ciência e tecnologia, Ciência e tecnologia do MERCOSUL.
- 2015 - Menção Honrosa, IX Congresso internacional de educação física e motricidade Humana.
- 2015 - Homenagem ao Profº Dr Vanderlei Bagnato pela inestimável contribuição ao aprimoramento dos Serviços da Unidade de Terapia Fotodinâmica da, Santa Casa de misericórdia de São Carlos.
- 2015 - Prêmio: International Symposium on Lasers and their Applications - International Year of light and light based Technologies, National Institute of lasers and optronics Islamabad - Pakistan.
- 2015 - 6º encontro Jovens Cientistas, Universidade Federal da Bahia.
- 2014 - Prêmio: Baldacci de Publicação Científica, (pelo artigo DOI 10.1007/s10103-012-1062-y).
- 2014 - Prêmio: Eduardo Carone Filho na modalidade apresentação oral, apresentado durante o IV Fórum Internacional de Transplantes do Aparelho Digestivo, IV Fórum Internacional de Transplantes do Aprelho Digestivo.
- 2014 - Homenagem ao Profº Dr Vanderlei Bagnato as suas indicações como membro das prestigiosas Pontifícia, Academia de Ciência do Vaticano e Academia Nacional de Ciências dos EUA.
- 2014 - Prêmio: Paulo Freire, Licenciatura Ciências.
- 2013 - Prêmio: 2° lugar com o trabalho, Sanofi e o portal Medical Services.
- 2013 - Membro da National Academy of Sciences (USA), Academy of Sciences (USA).
- 2013 - Prêmio: 1° lugar com o poster ?Fotodiagnóstico e tratamento do condiloma acuminado por terapia fotodinâmica?., XIV Jornada de Obstetrícia e Ginecologia da SOGESP.
- 2013 - Prêmio: 3° lugar na sessão de posteres com o trabalho ?Terapia fotodinâmica no diagnóstico e tratamento da neoplasia intraepitelial cervical?., XIV Jornada de Obstetrícia e Ginecologia da SOGESP.
- 2013 - Trabalho premiado ?Expressão gênica de células satélites modulada por laser de baixa intensidade (808nm) estudo clinico randomizado?., IV Congresso Internacional de Reabilitação Neuromusculoesquelética e Esportiva ? IV CIRNE.
- 2013 - Homenagem pelo inestimável trabalho científico e pela contribuição ao desenvolvimento do Brasil e do municipio de São Carlos, Prefeitura Municipal de São Carlos.
- 2013 - Prêmio: 1° lugar do Prêmio Revista da APCD, na categoria ?Relato de Caso Clínico?, com o trabalho ?Ampliando a visão bucal com fluorescencia óptica?, Revista da APCD.
- 2013 - Prêmio: 3° lugar na Sessão de Posteres com o trabalho ?Terapia fotodinamica no diagnostico e tratamento da neoplasia intraepitelial cervical?, XIV Jornada de Obstetrícia e Ginecologia da SOGESP Regional São José do Rio Preto.
- 2013 - Prêmio: 1° lugar na Sessão de Posteres , com o trabalho ?Fotodiagnóstico e tratamento do Condiloma acuminado por terapia fotodinamica?, XIV Jornada de Obstetrícia e Ginecologia da SOGESP Regional São José do Rio Preto.
- 2013 - Homenagem ao Profº Dr Vanderlei Bagnato pela sua inestimável contribuição a Ciência e pelo seu ingresso na pontifícia, Accademia Delle Scienze.
- 2013 - 38th International Nathiagali Summer College on Physics & Contemporary Needs.
- 2013 - La unidad Maxilo Facial Milanesi - Serrano, prevencion contra el cancer bucal, Cochabamba - Bolívia.
- 2012 - 4º prêmio Galeno na categoria ?Trabalho com Humanos? - Efeitos da terapia led sobre o desempenho muscular humano: estudo duplo-cego, randomizado e com placebo, Faculdade de Medicina de Ribeirão Preto - USP.
- 2012 - Membro da Academia Pontíficia de Ciências do Vaticano, Academia Pontíficia de Ciências do Vaticano.
- 2012 - Membro do Conselho Superior de Inovação e Competitividade ? CONIC, Conselho Superior de Inovação e Competitividade.
- 2012 - Technology Workshop on Atomic physics & Nano - Fabrication - April 3-5,2012, National Institute of lasers & Optronics Islamabad, Pakistan.
- 2012 - Técnicas ópticas moderadas para estudios y aplicaciones en salud, La facultad de Medicina y la Facultad de Odontología de la Universidad de Concepcíon - Chile.
- 2011 - Prêmio: Científico SRE 2011 - trabalho apresentado: ?Laserterapia de baixa intensidade modula a expressão gênica e aumenta o desempenho muscular humano no exercício físico, IV Simpósio de Reabilitação Esportiva USP-RP.
- 2011 - Prêmio: Personalidade da Tecnologia 2011, Sindicato dos Engenheiros no Estado de São Paulo - SEESP.
- 2010 - Prêmio: CBPF de Física, Centro Brasileiro de Pesquisas Físicas.
- 2010 - 4º prêmio Galeno na categoria ?Trabalho com Humanos? - Laserterapia de baixa intensidade aumenta o desempenho muscular humano, Faculdade de Medicina de Ribeirão Preto - USP.
- 2010 - Prêmio: de física 2010 ao Profº Dr Vanderlei Bagnato por seu trabalho seminal sobre turbulência quântica em um condensado Bose-Einstein, CBPF - Centro Brasileiro de pesquisas Físicas.
- 2009 - Prêmio: Paulo Freire - eleito o melhor professor de 2008 pelos ingressantes no curso de Licenciatura em Ciências Exatas de 2005, Instituto de Física de São Carlos.
- 2009 - The Academy of sciences for the developing word.
- 2009 - Câmera "MUX FREE" para satélites CBERS 3 e CBERS 4 INPE.
- 2009 - Homenagem ao Profº Dr Vanderlei Bagnato a novas tecnologias de combate ao Câncer, Saúde Municipal.
- 2008 - Prêmio Horácio Carlos Panepucci, escolhido como melhor professor do ano de 2007 pelo 3o. ano da turma de bacharelado em Física - IFSC/USP, São Carlos, Instituto de Física de São Carlos.
- 2008 - Troféu Marco da Paz, CONSEG - Conselho de Segurança do Estado de São Paulo / ACISC.
- 2008 - Homenagem ao Profº Dr Vanderlei Bagnato como melhor professor do ano de 2008, Alunos ingressantes de 2005 em Licenciatura em Ciências exatas IFSC - USP.
- 2008 - Homenagem ao Profº Dr Vanderlei Bagnato, Turma de bacharéis de 2009.
- 2008 - Homenagem ao Profº Dr Vanderlei Bagnato, Turma de licenciatura - Formandos 2009.
- 2007 - Prêmio Abilux Empresarial de Design 2007. Produto: Projecleds. Empresa: Aureon Ind. e Com. Equip. Eletrônicos Ltda. - Design: Equipe Aureon / LAT-USP, São Carlos, 2o. lugar, Abilux.
- 2007 - Comendador da Ordem Nacional do Mérito Científico, Presidência da República.
- 2007 - Agradecimento ao Profº Dr Vanderlei Bagnato, Primeira turma do curso de aperfeiçoamento em Terapias Fotônicas e Laser e Leds nas áreas da saúde.
- 2007 - Prêmio: Troféu Imprensa 2006, Câmara Municipal de São Carlos.
- 2007 - Photodynamic Therapy minar, Multan Pakistan.
- 2006 - Troféu Executivo / Personalidade 2005 - Troféu Imprensa Dr. Mário de cico, edição 2005, Associação de Bocha Feminino de São Carlos.
- 2005 - Diploma de Reconhecimento Público pelos trabalhos desenvolvidos em prol da ciência, Poder Legislativo São-carlense.
- 2005 - Prefeitura Municipal de São Carlos, Prefeitura Municipal de São Carlos.
- 2005 - Prêmio: Troféu personalidade.
- 2004 - Prêmio: Troféu Imprensa - edição 2003, com homenagem do Governo do Estado de São Paulo, Associação de Bocha Feminino de São Carlos.
- 2004 - 24º Prêmio José Reis de Divulgação Científica, CNPq.
- 2003 - Prêmio: Troféu José Favoretto ZI e Comenda do Governo do Estado de São Paulo, Associação de Bocha Feminino de São Carlos.
- 2003 - Homenagem ao Profº Dr Vanderlei Bagnato, Prefeitura de Dourado.
- 2002 - Homenagem do Senado Federal pelo Senador Pedro Simon, Associação de Bocha Feminino de São Carlos.
- 2001 - Prêmio: Troféu Imprensa - edição 2000 - Oscar São-carlense - Prêmio Cientista do Ano Cidade de São Carlos, Associação de Bocha Feminino de São Carlos.
- 2001 - Cidadão Benemérito da Cidade de São Carlos, Câmara Municipal de São Carlos.
- 2001 - Prêmio: Excelência em Metrologia, Sociedade Brasileira de Metrologia.
- 2000 - Prêmio: Ciência e Tecnologia de São Carlos, Prefeitura Municipal de São Carlos / Secret. Munic. de Ciência, Tecnol. e Desenvolv. Econômico.
- 1994 - Prêmio: CPFL PLUS em Reconhecimento pelos Trabalhos Científicos Realizados na Area de Física, CPFL.
- 1994 - Prêmio: CPFL PLUS - Pesquisa técnica e científica.
- 1988 - Prêmio: Gleb Wataghin para Jovens Pesquisadores - Utilização daPressão de Radiação para Desacelerar, Colimar e Colidir Feixes Atômicos, Fundação de Amparo à Pesquisa do Estado de São Paulo/FAPESP.
- 1980 - Prêmio: 1º lugar no concurso de trabalhos de iniciação científica, com o trabalho de sensitização de aços inoxidáveis, IV CBECIMAT.
- 1976 - Honra ao mérito pela participação nas reuniões de jovens cientistas paulistas, Rotary Club São Carlos.
- 1975 - Prêmio: Troféu Comendador, Instituto de Educação Dr. Álvaro Guião.